# Olapa Chasma
L'Olapa Chasma è una struttura geologica della superficie di Venere.